# Israëlisch-Palestijns conflict (2021)
Het Israëlisch-Palestijnse conflict van 2021 was een gewelddadige escalatie van het Israëlisch-Palestijnse conflict in mei 2021. Het werd gekenmerkt door gewelddadigheden tussen Palestijnen en Israëlische kolonisten, gevolgd door Hamas-raketaanvallen op Israël en Israëlische luchtaanvallen in de Gazastrook.
Op 6 mei 2021 begon in Jeruzalem een conflict tussen Palestijnse demonstranten en de Israëlische politie over een geplande beslissing van het Hooggerechtshof van Israël over de uitzetting van Palestijnen in Sheikh Jarrah, een wijk in Oost-Jeruzalem. De protesten escaleerden snel tot gewelddadige schermutselingen met Israëlische kolonisten. De volgende dag bestormden Israëlische politiediensten het terrein van de Al-Aqsamoskee, een belangrijke islamitische heilige plaats, als reactie op gewelddadige Palestijnse protesten. Op de belangrijke islamitische dag van Laylat al-Qadr en de Israëlische dag van Jeruzalem, raakten door het geweld meer dan 300 mensen gewond, van wie de meesten Palestijnse burgers.
Op 10 mei bracht het Hamas ertoe raketten op Israëlische steden af te vuren. Ze troffen meerdere woningen en een school. Israël reageerde op de raketaanvallen met luchtaanvallen in de door Hamas geregeerde Gazastrook. Op 11 mei, na evacuatiewaarschuwingen, richtten Israëlische luchtaanvallen zich op een 13 verdiepingen tellende woontoren in Gaza met een Hamas-kantoor, waardoor het instortte.
Op 15 mei 2021 werd een flat met daarin onder andere kantoren van Al Jazeera, Associated Press gebombardeerd door het Israëlische leger. Volgens Israël werd het gebouw ook gebruikt door de inlichtingendienst van Hamas en Islamitische Jihad. Er vielen geen gewonden omdat Israël circa een uur van tevoren had gewaarschuwd, zodat het gebouw kon worden ontruimd. 
In de nacht van vrijdag 21 mei werd om 01:00 een voorlopige wapenstilstand gesloten.

## Geschiedenis

### Onderliggende oorzaak
De onderliggende oorzaak voor dit conflict is het al veel langer lopende Israëlisch-Palestijns conflict. Nadat na de Eerste Wereldoorlog de Britten het mandaat over Palestina hadden gekregen, gingen zij hun Balfour-verklaring naleven. Gaandeweg ontstonden meer en meer conflicten tussen de Palestijnse inwoners en de voornamelijk zionistische Joodse immigranten, die daar uit andere delen van de wereld naar toe emigreerden. De Britten legden na de Arabisch-Palestijnse opstand (1936-1939) wel strengere beperkingen op aan Joodse migratie, met vanaf 1939 een totaalverbod; vanaf 1933 kwamen deze maatregelen in conflict met de toenemende druk van Europese Joden die het nazi-regime ontvluchtten. De Britten wilden hun immigratie tegenhouden. De Jisjoev wilde dit juist niet. Sinds de oprichting van Israël in mei 1948 en de wapenstilstanden van 1949 rouwen de Palestijnen om het verlies van het grootste deel van hun land (hun Nakba). Een groot deel van hen was gevlucht en verjaagd en werd verhinderd weer terug te keren naar hun huizen. Die vaak al waren gesloopt of door geïmmigreerde Joden in bezit genomen. De Palestijnen die nog hadden kunnen blijven en hun nazaten voelen zich systematisch gediscrimineerd in wat de zionisten de Joodse staat Israël noemden.

Kaart van de Westelijke Jordaanoever, mei 2021, met Palestijnse (groene) en Israëlische controle

### Aanloop
De belangrijkste aanleiding voor het conflict van 2021 is de mogelijke beslissing tot uitzetting van Palestijnse families uit 4 huizen in de Oost-Jeruzalemse buurt Sheikh Jarrah. De Palestijnse families zeggen zelf al sinds de jaren 50 van de vorige eeuw in deze huizen te wonen. Deze werden toen aan hen, vanwege de oorlog van 1948 - afhankelijk van de bron - gevlucht of verjaagd uit hun huizen in West-Jeruzalem, beschikbaar gesteld door de UNRWA met toestemming van Jordanië. Volgens Israël is het niet een zaak van politiek maar van eigendomsrecht. Volgens lagere rechtbanken behoort grond en woningen toe aan de erfgenaam van Joodse eigenaren die het land plus de woningen al voor de oprichting van Israël kochten: Nahalat Shimon. Volgens deze erfgenaam werden de Joodse eigenaren van deze huizen in 1948 door Jordanië verjaagd (naar Israël). Bovendien zou de huurbescherming zijn opgehouden omdat de huurcontracten zouden zijn afgelopen resp. niet nagekomen. Immers, de tegenwoordige Palestijnse bewoners zouden de nieuwe eigenaars niet erkennen. Ze gingen niet akkoord met huurbetaling via een tussenpersoon en brachten hun zaak voor het Hooggerechtshof. Mensenrechtenorganisaties die hen steunen vinden de handelwijze van een groep als Nahalat Shimon International verdacht en zeggen dat huisuitzettingen als deze regelmatig gebeuren en bedoeld zijn om Palestijnen uit Oost-Jeruzalem te verdrijven. Ook de EU veroordeelde deze, nog in 2019. Eigendomstitels van Palestijnen worden immers nooit door de staat Israël erkend. Na de vele protesten vanwege de huisuitzettingen werd besloten de rechtszitting van 10 mei 2021 te verdagen. Procureur Mandelblit heeft tijd nodig om zich in de zaak te verdiepen.
Een tweede oorzaak was de hinder die islamitische Palestijnen ondervonden tijdens de Ramadan van 2021. De eerste hinder ontstond met een beperking op het aantal bezoekers van de Al-Aqsamoskee in Jeruzalem. Israël had door het coronavirus een limiet van 10.000 mensen gesteld om in de moskee te ontvangen. Op 12 april werd het plein bij de Damascuspoort, waar veel moslims in Israël tijdens de ramadan heengaan, afgesloten. Deze gebeurtenis leidde tot meerdere gevechten tussen de Israëlische politie en Palestijnse demonstranten.
Op 15 april ging een TikTok-filmpje van een Palestijnse jongere die een orthodox-joodse man sloeg viraal.
Verscheidene kopieën van dit filmpje verschenen daarna op TikTok. Dit zorgde voor veel woede onder Israëlische officials. De volgende dag werden tienduizenden Palestijnse aanbidders weggestuurd van de Al-Aqsamoskee, op de eerste vrijdag van de ramadan.
Op 18 april zorgde het in elkaar slaan van rabbi Eliyahu Mali in Jaffa daar voor Joodse protesten van twee dagen.
Op 22 april schreeuwden aanhangers van het extreemrechtse Joodse Lehava in Jeruzalem "dood aan alle Arabieren". Ze ondernamen een mars waarbij 100 Palestijnen gewond raakten. Daarnaast vochten ze met de politie.
Op 23 april werden er 36 raketten vanaf de Gazastrook op Israël afgevuurd. De IDF reageerde daarop door met hun straaljagers Hamas-doelen in de Gazastrook aan te vallen. De IDF berichtte dat ze ondergrondse infrastructuur en raketwerpers geraakt hadden.
Op 24 april waren er protesten van honderden Palestijnen bij de grens. Het leger werd ingezet om dit protest in te dammen. Dezelfde dag werd er een Joodse man aangevallen door Palestijnen. De politiecommissaris daar zei dat hij deze aanval beschouwde als een daad van terrorisme. Die dag waren er ook gevechten tussen tientallen Palestijnse jongeren en de politie bij de afgesloten Damascuspoort. Er verscheen op 24 april ten slotte een filmpje van een politieman die een Palestijnse man in het gezicht sloeg.
Op 25 april werden de dranghekken bij de Damascuspoort opgeheven.
Op 29 april werden de Palestijnse verkiezingen uitgesteld. De Palestijnse president Mahmoud Abbas verweet Israël dat het hem in het ongewisse liet of deze wel ongehinderd door konden gaan in (het door Israël eenzijdig geannexeerde) Jeruzalem, en ook wel op de Westoever. Al eind maart was prominente Hamas-leden door de Israëlische veiligheidsdienst te verstaan gegeven zich niet verkiesbaar te stellen. Sommigen waren zelfs in administratieve detentie genomen.
Op 2 mei werden twee Israëliërs verwond en de 19-jarige Yehuda Guetta vermoord door beschieting bij Tapuah Junction.
Een 60-jarige Palestijnse vrouw probeerde dezelfde dag een steekaanval te doen op IDF-militairen. Ze werd neergeschoten en gedood.
Op 5 mei werd de 16-jarige jongen Saeed Yusuf Muhammad Ouseh doodgeschoten tijdens Palestijnse protesten in Odla. Hamas waarschuwde Israël diezelfde dag dat Israël een "grote prijs" zou betalen als het niet zou stoppen met agressie in de buurt Sheikh Jarrah in Oost-Jeruzalem.
Op 6 mei werd Israël aangevallen met brandstichtende ballonnen vanuit Gaza.

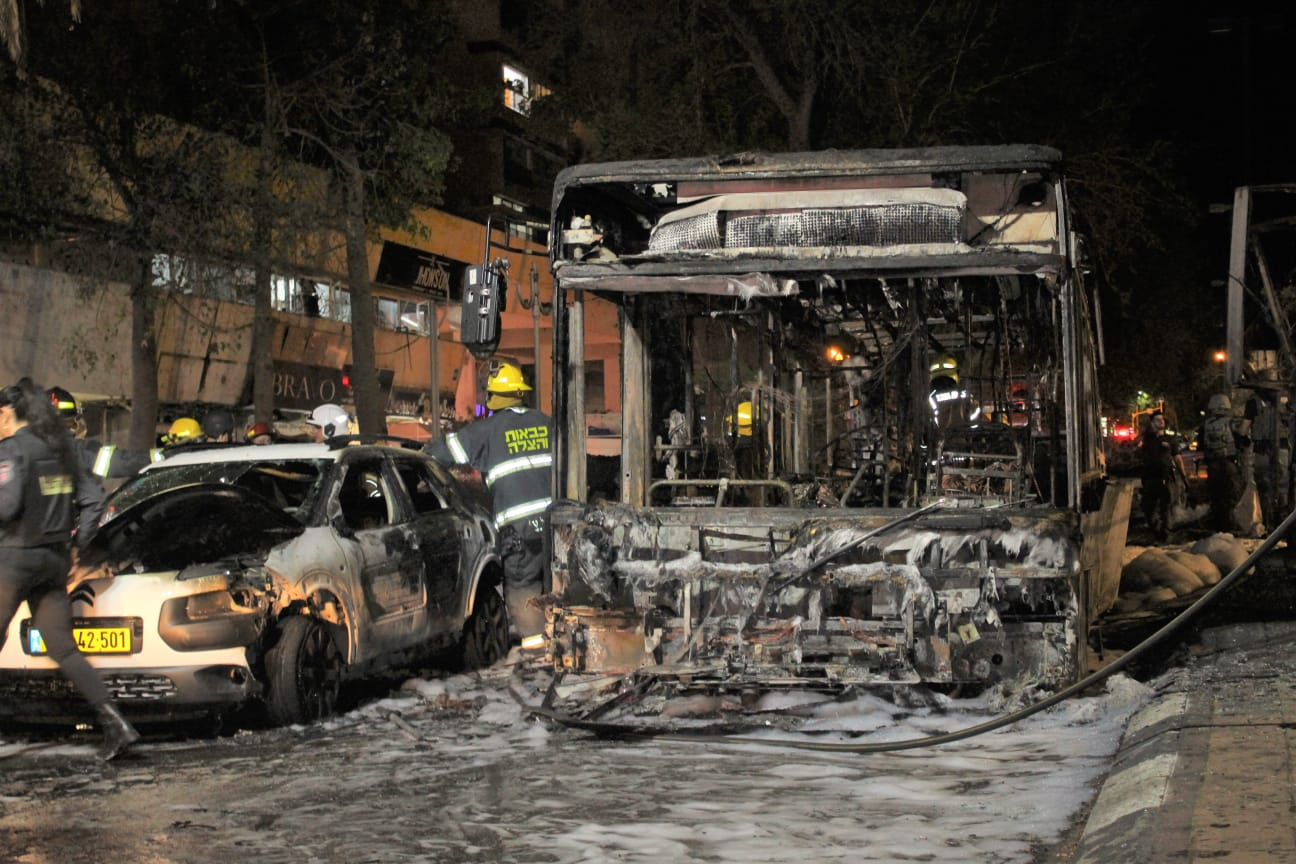
Wrak van een bus en auto in Holon, Israël, na een raketaanval, 11 mei.

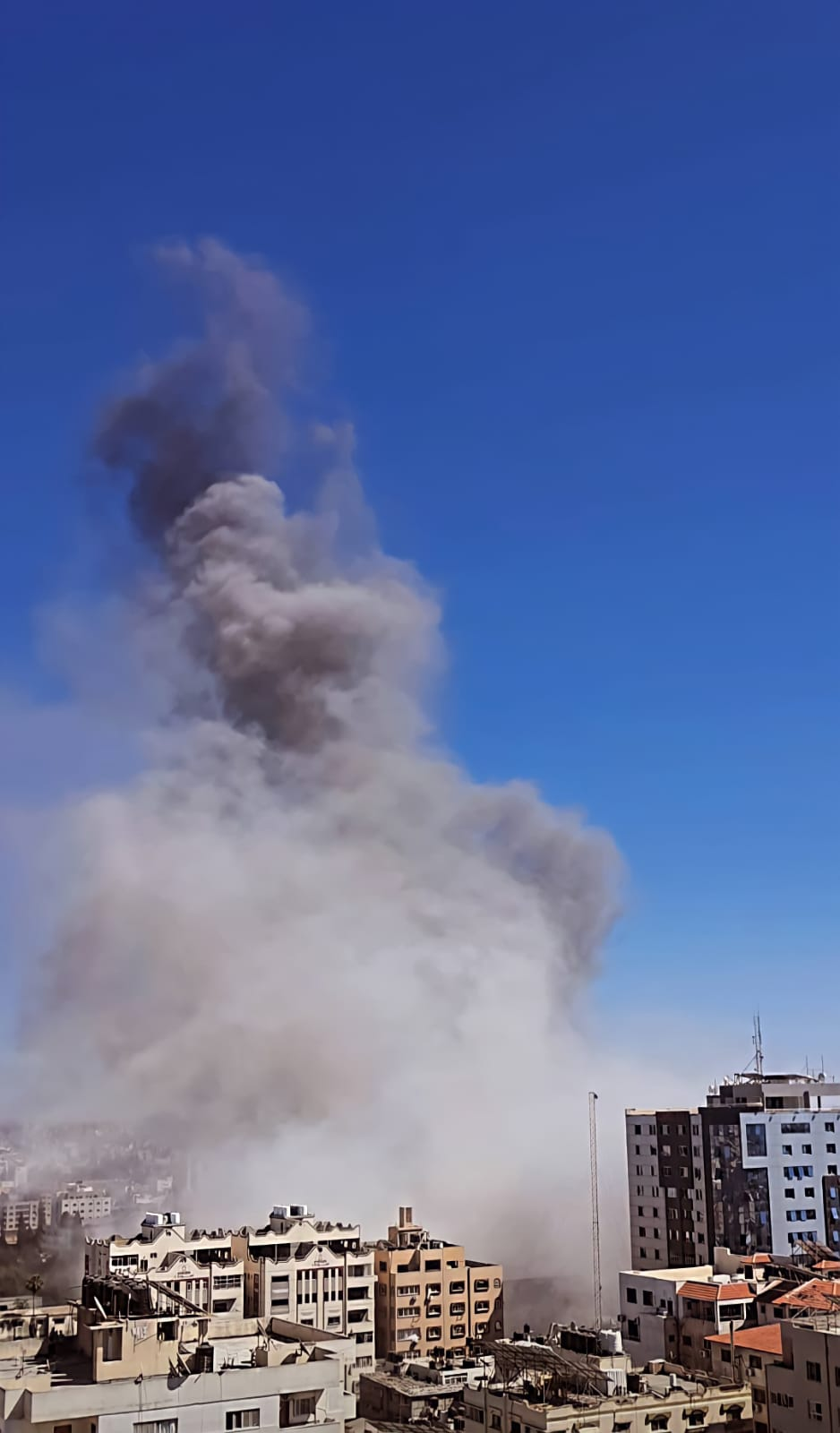
Israël vernietigde het mediagebouw al-Jalaa, op 15 mei

### Escalatie
De situatie nam serieuzere vormen aan toen op 6 mei massale protesten ontstonden in Sheikh Jarrah, Jeruzalem n.a.v. de discussie rond de huisuitzetting van de Palestijnse families. De rellen verspreidden zich o.a. naar de Al-Aqsamoskee, Lod en de Westelijke Jordaanoever.
In de wijk zelf kwam het tot gevechten tussen de Israëliërs zelf en de Palestijnen.
Op 7 mei kwamen er ongeveer 70.000 mensen naar de Tempelberg om te bidden bij de Al-Aqsamoskee op de laatste vrijdag van de ramadan. Na het bidden in de avond begonnen sommige Palestijnen stenen, vuurwerk en zware objecten naar Israëlische politieagenten te gooien. De politie reageerde daarop door stungranaten in de menigte te gooien, en rubberkogels af te schieten en traangas in te zetten. Meer dan 300 mensen raakten gewond terwijl de politie de moskee bestormde. Vanuit Gaza werden er in de nacht van 7 op 8 mei als respons raketten afgevuurd op Israël.
Op 8 mei, in de nacht van het islamitische Laylat-at Qadr en de dag erna, de Israëlische Jeruzalemdag waren er meer rellen en gevechten met de politie, hierbij raakten ongeveer 80 mensen gewond. Er werd weer met vuurwerk en stenen gegooid en de politie zette waterkanonnen en stungranaten in. Hamas dreigde Israël dat Israël niet met vuur moest spelen op de Tempelberg. Hiermee werd bedoeld dat Hamas tot aanvallen over zou gaan als Israël niet op zou houden met het gewelddadige politieoptreden op de Tempelberg. Hamas stelde zelfs een ultimatum. Zij zou aanvallen als (1) Israël haar politie-eenheden niet zou hebben weggehaald van de heilige Haram Al-Sharief en uit Sheik Jarrah op maandag uiterlijk om 18 uur (2) de daar gearresteerde Palestijnen dan niet zouden zijn vrijgelaten.
Op 10 mei gooiden Arabische demonstranten in Lod vuurbommen en stenen op Joodse huizen, een school, een synagoge en later een ziekenhuis. Er werd geschoten op de relschoppers; twee raakten gewond en een werd gedood. Hamas vuurde raketten af op Israël en ze troffen een school en meerdere huizen. In Jeruzalem waren rellen met veel Palestijnse gewonden.
Op 11 mei voerde Israël als respons op de raketaanvallen van 19 mei een luchtaanval uit op een woontoren met een Hamas-hoofdkantoor.
Op 12 mei zetten de rellen in Israël zich door toen een Joodse man zwaargewond raakte door een aanval van een Arabische man. In Bat Yam vielen Joodse extremisten voorbijgangers aan en vernielden ze Arabische winkels.
De volgende dag werden er rellen gemeld uit Beersheba, Rahat, Ramla, Lod, Nasiriyah, Tiberias, Jeruzalem, Haifa en Akko. Op 12 mei rapporteerden zowel Israël als de Palestijnse Nationale Autoriteit minstens 300 Palestijnse gewonden in Gaza en meer dan 200 Israëlische gewonden. Bassem Issa, een topcommandant van Hamas, werd gedood.
Op 14 mei werden 11 Palestijnen gedood bij gevechten met de Israëlische politie, en meer dan 100 Palestijnen raakten gewond.
Op 15 mei 2021 werd een flatgebouw van 12 verdiepingen met daarin kantoren van AP en Al Jazeera gebombardeerd door het Israëlische leger. Er vielen geen gewonden omdat Israël van tevoren had gewaarschuwd, zodat het gebouw kon worden ontruimd. Volgens Israël werd het gebouw ook gebruikt door de inlichtingendienst van Hamas en Islamitische Jihad. De Amerikaanse president Biden hield op deze dag ook voor het eerst een telefoongesprek met Mahmoud Abbas, de Palestijnse president.
In de nacht van 16 mei werden er volgens de IDF 40 raketten afgevuurd door Hamas op Israël. Israël begon met fase II van hun plan om ondergrondse tunnels van Hamas te vernietigen. Er werden 100 bommen van tientallen vliegtuigen op Hamas-terrein gegooid.
De IDF wilde een droneaanval uitvoeren op Hamas maar op het laatste moment zagen ze dat er kinderen aanwezig waren in het doelgebied.
Op 16 mei stond het totaal aantal gelanceerde raketten door Hamas volgens de IDF op meer dan 3000.
Op 17 mei verklaarde het ministerie van gezondheid van Gaza dat er op dat moment 212 Palestijnen gedood waren er minstens 1400 gewond. De IDF raakte op 17 mei een COVID-19-testlab waardoor het lab minstens een dag buiten werking werd gesteld.
De Amerikaanse president Joe Biden en de minister-president van Israël Benjamin Netanyahu hielden op 17 mei een telefoongesprek over een mogelijke vredesovereenkomst. Biden overlegde ook met de Palestijnse president Mahmoud Abbas.
Op 19 mei ontstonden er natuurbranden in het zuiden van Israël door de raketaanvallen van Hamas.
Hamas schoot in de namiddag ook veel artillerie- en mortiergranaten af.
Vier raketten werden vanuit Libanon op Israël afgevuurd, waarvan er 1 onderschept werd door de Iron Dome. Niemand raakte gewond bij deze aanval.
De IDF voerde een gerichte aanval uit op Mohammed Deif, een Hamas-kopstuk. Dit is tot zover bekend nog niet gelukt.
In de nacht van vrijdag 21 mei werd er om 01:00 een wapenstilstand gesloten.
Op 22 mei waren er volgens Israël ongeveer 4350 raketten vanuit Gaza op Israël afgevuurd. De IDF zei ook dat het Hamas' tunnelnetwerk, de wapenfabrieken en opslagplaatsen had vernietigd.

## Toekomst

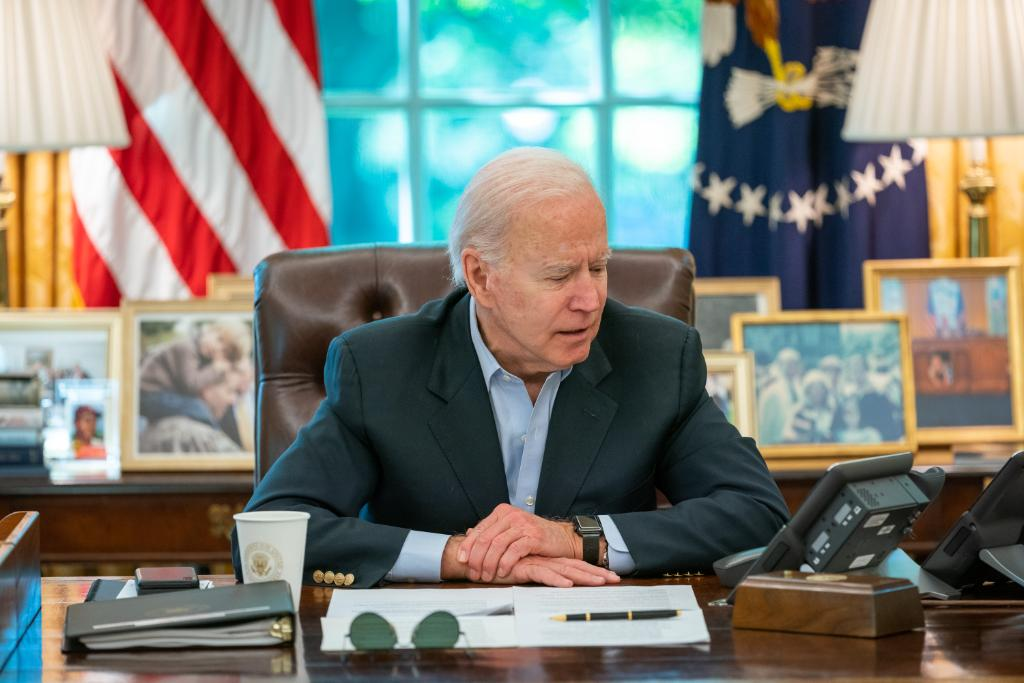
De Amerikaanse president Joe Biden veroordeelde de raketaanvallen op Israël en voegde eraan toe dat "Israël het recht heeft zichzelf te verdedigen".

Het Israëlische leger is veruit superieur in training, grootte en de moderniteit van het leger aan die van Hamas, Palestijnse Jihad en de Palestijnse militanten. Israël bezit ook een luchtafweersysteem, Iron Dome genaamd, om raketten en artilleriegranaten te onderscheppen. Daarom zal Israël niet snel militair verslagen worden.
Op 14 mei waren er berichten van de IDF naar buiten gekomen over een mogelijk grondoffensief. Deze bleken later een tactische zet. Bij een grondoffensief heeft IDF het overwicht, het Israëlische leger staat bekend als de beste in oorlogvoering in de stad, maar IDF heeft ook veel te verliezen. Doodskisten met nationale vlaggen er op betekenen gezichtsverlies voor een president, en daarom zal Netanyahu niet snel overgaan tot een grondoffensief.
Israël mag dan militair zeer machtig zijn, het weet de situatie toch ook niet definitief ten goede te veranderen.
Verschillende commentatoren zeiden dat als de elementen van het Israëlisch-Palestijns conflict niet eindelijk worden erkend en opgelost deze cyclus van om de zoveel maanden/jaren zo'n kleinere of grotere oorlog zal blijven met zijn tragiek van slachtoffers, (fysiek en psychologisch) gewonden en grote materiële verwoestingen (2006, 2008-2009, 2012, 2014 en nu 2021).
President Biden stelde dat wat hem betrof het recht van Israël op zelfverdediging niet veranderd was. Maar ook de Palestijnen hebben - net als de Israëliërs - recht op een normaal veilig leven en op welvaart. Hij zou zich gaan inzetten met de Palestijnse Nationale Autoriteit (niet Hamas) om de weg daarheen te gaan. Wél veranderd was voor hem dat de tweestatenoplossing de énige oplossing was. Volgens senior correspondent Ben Wedeman van CNN zat hij daarmee in het spoor van de jaren 90 van de twintigste eeuw. Een spoor, zei hij, dat klaarblijkelijk niet gewerkt heeft. Een heel andere aanpak is volgens hem noodzakelijk.

## Slachtoffers
Op 16 mei rapporteerde het ministerie van Volksgezondheid van Gaza 197 doden in Gaza, onder wie 58 kinderen, en meer dan 1.235 mensen gewond. Er werden 10 doden in Israël gemeld, waaronder een kind en een Indiase vrouw die in Israël woonde en werkte.
Op 17 mei waren er volgens het Palestijnse ministerie voor gezondheid 212 Palestijnen omgekomen bij het conflict, waaronder 61 kinderen, 36 vrouwen en 16 ouderen. Sinds het begin van de Israëlische luchtaanvallen op 17 mei waren er 1400 mensen gewond geraakt.
Op 20 mei waren er volgens het Palestijnse Ministerie voor gezondheid 230 Palestijnen omgekomen bij het conflict. Daarvan waren er 65 nog kind, 39 vrouwen en 17 ouderen.
In "Response to the escalation in the oPt, situation report nr. 3 (4-10 juni 2021)" van het VN-OCHA (Bureau voor de coördinatie van humanitaire zaken) worden de volgende gegevens vermeld: 256 doden in de Gazastrook, waaronder 66 kinderen en 40 vrouwen. Daarvan worden 128 beschouwd als burgers, 62 als militieleden, 66 onbekend. Daarvan zijn 245 (63 kinderen en 40 vrouwen) van de 256 slachtoffer van Israëlisch vuur. Bijna 2000 personen raakten gewond (meer dan 600 kinderen en 400 vrouwen). Op het hoogtepunt van de escalatie zochten 113.000 IDP's (ontheemden; "internally displaced persons") bescherming op UNRWA-scholen of bij familie of vrienden. Op dit moment zijn dat er nog 8.500 (247 personen in twee UNRWA-scholen). Hun huizen zijn onbewoonbaar. Volgens lokale autoriteiten zouden 15.130 wooneenheden beschadigd zijn, net als veel voorzieningen voor water en sanitair, 141 openbare scholen en 33 gezondheidscentra (alle "some degree of damage"). Na voorlopige reparaties aan de enige energiecentrale van de Gazastrook en vanwege tekorten aan brandstof lukt het op dit moment om ongeveer 12 uur energie te leveren per etmaal. Mede hierdoor hebben nog zo'n 400.000 personen onregelmatig toegang tot leidingwater.

## Internationale reacties
Het conflict lokte internationale veroordeling uit.
Een spoedvergadering van de Veiligheidsraad van de Verenigde Naties werd driemaal georganiseerd om in een gezamenlijke verklaring onmiddellijk op te roepen tot een staakt-het-vuren. Tevergeefs: De VS vond het niet opportuun en gaf de voorkeur aan stille diplomatie.
De VS en Egypte hebben meermaals geprobeerd om tot vrede te komen tussen Israël en Gaza.
Op 18 mei sprak de Amerikaanse president Biden zijn steun uit voor een pad naar een staakt-het-vuren, maar stelde ook dat Israël het recht heeft zich te verdedigen tegen de raketaanvallen van Hamas. Een etmaal later verscherpte hij zijn aanpak. Hij stelde nu dat "hij een significant afschalen verwachtte van de Israëlische operatie op weg naar een staakt-het-vuren". Premier Netanyahu reageerde door president Biden te danken voor zijn steun, maar ook door te zeggen dat de operatie nog niet voltooid was.
China heeft een "tweeledige" vredesovereenkomst voorgesteld. Ze willen daarbij rekening houden met zowel het recht van de Palestijnen als die van de Israëliërs.

## Vrede
In de nacht van vrijdag 21 mei werd er om 01:00 een wapenstilstand gesloten, berichtten Netanyahu en een woordvoerder van Hamas.
In Gaza gingen de inwoners in groten getale de straat op. De luidsprekers berichtten over "de overwinning van het verzet op de bezetting tijdens de slag van het Zwaard van Jeruzalem". Ook Hamas claimde hun overwinning, hun eisen zijn dat Israël stopt met het uitzetten van de families uit Jeruzalem en dat ze de schade aan Jeruzalem herstellen.
Ook Israël claimt de overwinning. Zo zouden ze het ondergrondse netwerk van Hamas, hun wapenfabrieken en de opslagplaatsen vernietigd hebben. Ze claimen dat "Hamas zich nu niet meer kan verstoppen".
Hamas berichtte dat ze zich nog steeds verantwoordelijk voelden voor de inwoners van Gaza.
Iran schaarde zich achter Hamas en zei dat ze een "historische overwinning" op Israël behaald hadden.